# Cucullia clarior
Cucullia clarior là một loài bướm đêm trong họ Noctuidae.